# География на Мадагаскар
континента чрез Мозамбикския проток с ширина около 400 km. Дължината на бреговата линия е 5080 km и е слабо разчленена. Източните и западните брегове са ниски, плоски почти праволинейни. Източния бряг по цялото си протежение е зает от пясъчни дюни, зад които са разположени лагуни, част от които са съединени с изкуствено прокопани канали. Покрай западните брегове се простират коралови рифове. Тук единственото удобно пристанище е в залива тулеар (Сент Огюстен). Южният бряг на острова е висок, на места стръмен и почти липсват удобни пристанища с изключение на залива Форт Дофин. На северозапад и в крайните северни части брегът е скалист, висок и силно разчленен. Тук се намират няколко обширни и удобни естествени пристанища (Диего Суарес, Антонжил и др.). Дължината на страната от север на юг е 1560 km, а от запад на изток – 570 km. В тези си граници Мадагаскар заема площ от 587 295 km². Населението към 1.1.2020 г. възлиза на 28 430 000 души. Столица е град Антананариву.
Територията на Мадагаскар се простира между 11°57′ и 25°36′ ю.ш. и между 43°13′ и 50°29′ и.д. Крайните точки на страната са следните:
- крайна северна точка – 11°56′59″ ю. ш. 49°15′56″ и. д. / 11.949722° ю. ш. 49.265556° и. д., нос Амбър.
- крайна южна точка – 25°36′21″ ю. ш. 45°10′06″ и. д. / 25.605833° ю. ш. 45.168333° и. д., нос Сент Мари.
- крайна западна точка – 22°15′05″ ю. ш. 43°13′14″ и. д. / 22.251389° ю. ш. 43.220556° и. д., нос Тада.
- крайна източна точка – 15°15′56″ ю. ш. 50°29′10″ и. д. / 15.265556° ю. ш. 50.486111° и. д., на брега на Индийския океан.

## Релеф
Остров Мадагаскар представлява древен кристалинен блок, отделил се от континента Африка в края на палеозоя. Остатък от този блок се явява т.нар. Високо плато, простиращо се от север на юг на повече от 800 km. Неговата повърхност е слабо наклонена, стъпаловидно понижаващо се от изток на запад и дълбоко разчленено на отделни масиви, между които са разположени обширни и равни плоскодънни падини и долини. Някои от падините са заети от езера (Алаотра и др.) или са заблатени. Преобладаващите височини на платото са от 800 до 1200 m, а на изток до 1500 m. На север във вулканичния масив Царатанана се издига най-високата точка на острова – връх Марумукутру (2876 m). На запад Високото плато преминава в по-ниско плато с височина под 800 m, а на изток чрез два стръмни отстъпа се спуска към тясната (10 – 20 km) крайбрежна хълмиста равнина. В Мадагаскар има множество угаснали вулкани (Царатанана и др.), действали активно главно през палеогена. Често явление на острова са земетресенията и наличието на множество термални източници.

## Геоложки строеж, полезни изкопаеми
В осовата и в източната част на острова са развити докамбрийските формации на Мадагаскарския масив, представен от Андройската система от долния архай (преди 3020 млн.години), Графитовата система от горния архай (преди 2600 млн. години) и системата Вохибори. Върху метаморфния фундамент несъгласувано заляга серията Циполино (преди 1140 – 1170 млн. години). Западната част на острова в структурно отношение принадлежи към източния борд на Мозамбикското понижение, изпълнено със седименти от системата Кару (горния карбон и долния перм) и много по-млади мезокайнозойски наслаги. С докамбрийските формации на Мадагаскарския масив са свързани богатите находища на графит (в Таматаве), слюда, уран, злато и скъпоценни камъни. С гранитите и пегматитите се асоциират значителните находища на берил, колумбит, торианит. В Мозамбикското понижение са разположени въглищни залежи.

## Климат
Климатът на острова е тропичен, а на северозапад – екваториално-мусонен. В приморската източна низина и стръмните склонове на Високото плато климатът е горещ и влажен. Средните месечни температури са от 13 – 20°С до 27 – 33°С, а годишната сума на валежите над 1500 mm, на места до 3000 mm и повече. На високото плато климатът е сух и прохладен. Средните месечни температури там са от 13° до 20°С (през зимата понякога се наблюдават и отрицателни температури), а годишната сума на валежите от 1000 до 1500 mm. На западното, ниско плато и крайбрежната низина ясно се открояват дъждовен летен и сух зимен сезон. Количествата на валежите се колебае от 500 до 1000 mm, в крайния югозапад климатът е горещ, а валежите са под 500 mm годишно.

## Води
По-голямата част от остров Мадагаскар е покрита с гъста мрежа от пълноводни реки. На изток реките са къси, с множество бързеи, прагове и водопади, но много пълноводни, особено по време на влажния сезон. Реките, вливащи се Мозамбикския проток не са толкова многочислени, но са много по-дълги, пълноводни през лятото (от ноември до април) и маловодни през зимата. Тук най-големите реки са: Мангуки (714 km), Бецибука (525 km), Унилахи (400 km), Цирибихина (380 km), Махавави (365 km), Суфия (328 km) и др. На югозапад по време на сухия сезон част от по-малките реки пресъхват. Плавателни участъци има само в естуарите на най-големите реки. Най-големите езера в страната са: Алаутра (450 km²), Кинкуни (139 km²), Ихутри (115 km²).

## Почви
За Високото плато са характерни слабо плодородните планински червени фералитни почви. Върху древните вулканични скали са развити плодородни черни почви. В Източната крайбрежна равнина са разпространени предимно червено-жълти и червени фералитни почви, като тук-таме се срещат и мангрови почви. По западното крайбрежие са развити кафеникаво-червени латеризирани, а по югозападното – червено-кафяви почви. Навсякъде в острова е силно разпространена почвената ерозия.

## Растителност
Растителността на остров Мадагаскар се отнася към Мадагаскарската подобласт на Палеотропичната флористична област. Голяма част от известните тук видове (над 6700 покритосеменни растения) са ендемични. На острова се срещат равеналия (т.нар. дърво на пътешественика от семейство бананови), орхидея ангрекум и др. ендемити. На източното крайбрежие и по склоновете на Високото плато са се съхранили отделни масиви от постоянно влажни вечнозелени гори с ценни дървесни видове, от семействата на ебеновите, бигнониевите и др. По крайбрежието вирее кокосова палма. На запад преобладават бодливите дървета и храсти с опадващи през сухия сезон листа. Горите в Мадагаскар са силно намалели в резултат от човешката дейност и заемат под 13% от територията на страната. Основната част от повърхността на Високото плато е заета от вторична тревиста савана с брадавичести и нискорасли бодливи храсти. На югозапад е развита тревисто-храстова пустиня с канделаброви млечки и др. Като цяло естествената растителност на острова е силно видоизменена от човешката дейност.

## Животински свят, национални паркове
Животинският свят на Мадагаскар е много своеобразен и се отнася към Мадагаскарската подобласт на Етиопската зоогеографска област. Най-характерните представители са лемурите, хамелеоните и тенреките (вид насекомоядни). Хищниците са представени главно от семейството на виверовите (мангуста, ихневион, фос). Ендемични са почти всички птици на острова. Тук обитават зелени папагали, яркочервени кардинали, сини гълъби, токачки, султански кокошки и др. Влечугите са разнообразни, като се срещат хамелеони, гекони, игуани, различни видове змии (на острова няма отровни змии), два вида крокодили. Сладководните видове риби са много малко (едва 16 вида). Обитаващите в миналото на острова гигантски костенурки (12 вида), едрите лемури и птицата епиорнис са хищнически изтребени.
С цел опазването и съхраняването на своеобразния растителен и животински свят в Мадагаскар са създадени много резервати: „Цинжи дю Бемараха“, „Царатанана“, „Захамена“ (на Високото плато), „Андохахело“ и „Андрингитра“ (на югоизток) и др. и националния парк „монтан д'Амбр“ (на северното крайбрежие).

## Природни райони
В зависимост от релефа, климата и растителността територията на остров Мадагаскар се поделя на 5 природни района:
- Източен, влажен горски – заема акумулативната крайбрежна низина и стръмните наветрени склонове на Високото плато. Горите са се съхранили само в отделни масиви и е силно развита овражната ерозия.
- Централен, планинско-котловинен – с развити вторични тревисти савани, а на места се срещат листопадни редки гори и храсти.
- Северозападни влажни горски акумулативни равнини – силно обезлесени райони, с вторични савани, листопадни гори и пасища.
- Западно ниско плато и крайбрежна акумулативна низина – развити са типични савани и ксерофитни редки гори.
- Югозападни засушливи ниски плата – заети са от ксерофитни формации и пасища.